# Щеньовский, Штепан
Штепан Евгениуш Щеньовский (пол. Szczepan Eugeniusz Szczeniowski; 26 декабря 1898, Варшава — 18 февраля 1979, там же) — польский физик, педагог, профессор, академик Польской академии наук (с 1964), общественный деятель.

## Биография
С начала 1930-х преподавал в университете Яна Казимира во Львове (ныне Львовский национальный университет имени Ивана Франко), в 1930—1936 — профессор теоретической физики.
В 1937—1939 годах — преподаватель университета Стефана Батория в Вильно.
После окончания Второй мировой войны, поселился в Познани, работал в университете им. Мицкевича. В 1957—1979 — профессор института физики Варшавской политехники, директор института физики в 1963—1969 годах.
Умер в Варшаве. Похоронен на кладбище Старые Повонзки.

## Научная деятельность
Автор ряда работ по исследованию фотолюминесценции растворов, космических лучей, дифракции электронов и ферромагнетизма. Проводил исследования волн де Бройля в Варшавском университете.
Автор многотомного учебника «Экспериментальная физика» (пол. «Fizyka doświadczalna»)
С 1936 — член Польской академии технических наук.
С 1948 — член Польской академии знаний.
С 1964 — академик Польской академии наук.
Избирался депутатом Сейма ПНР I созыва (1952—1956).

## Избранные публикации
- Излучение и материя: идеи и факты современной физики / Promieniowanie i materja: idee i fakty fizyki nowoczesnej, 1932
- Новое лицо физики / Nowe oblicze fizyki, 1934
- Принципы физики: свет, электричество, тепло, материя / Zasady fizyki: światło, elektryczność, ciepło, materja, 1935
- Изотопы и тяжёлая вода / Izotopy i ciężka woda, 1937
- Строение атомного ядра / Budowa jądra atomowego, 1947
- Влияние физики на развитие сегодняшней культуры / Wpływ fizyki na rozwój kultury dzisiejszej, 1947
- Экспериментальная физика / Fizyka doświadczalna, 1947
- Применение атомной энергии / Zastosowania energii atomowej, 1948
- Оптика / Optyka, 1963.

## Награды
- Командорский крест со звездой Ордена Возрождения Польши
- Орден «Знамя Труда» II степени
- Командорский крест Ордена Возрождения Польши
- Офицерский крест Ордена Возрождения Польши
- Медаль «10-летие Народной Польши
- Медаль «30-летие Народной Польши
- Доктор Honoris causa Университета имени Адама Мицкевича в Познани.